# لوئیز وینیسیو
لوئیز وینیسیو د مِنِزس (به پرتغالی: Luís Vinícius de Menezes) مربی (ورزش) اهل برزیل است که در شهر بلو هوریزونته  و در تاریخ ۲۸ فوریهٔ ۱۹۳۲ به دنیا آمده‌است.
لوئیز وینیسیو در تیم فوتبال بوتافوگو سابقهٔ حضور دارد.